# مارك ألماني
كان المَرْك أو المارك الألماني العملة الرسمية لألمانيا الغربية من عام 1948 حتى توحدت ألمانيا عام 1990 وأصدر المارك عام 1948 عندما كانت ألمانيا تحت احتلال الحلفاء بدلاً من رايخ مارك الألماني وكان بمثابة العملة الرسمية لجمهورية ألمانيا الاتحادية منذ تأسيسها في العام التالي. في 31 ديسمبر 1998، حدد مجلس الاتحاد الأوروبي سعر الصرف غير القابل للإلغاء، اعتبارًا من 1 يناير 1999، للمارك الألماني مقابل اليورو كـ 1.95583مارك ألماني = 1 يورو. في عام 1999، اُستُبدِل المارك الألماني باليورو؛ وظلت عملاته المعدنية والورقية متداولة، محددة من حيث اليورو، حتى إدخال الأوراق النقدية والعملات الأوروبية في 1 يناير 2002. لقد توقف المارك الألماني عن أن يكون عملة قانونية فور إدخال اليورو - على النقيض من دول منطقة اليورو الأخرى، حيث كان اليورو والعملة القديمة يتداولان جنباً إلى جنب لمدة تصل إلى شهرين. ظلت العملات المعدنية والأوراق النقدية من فئة المارك مقبولة كأشكال صالحة للدفع في ألمانيا حتى الأول من مارس 2002. وكان المارك الألماني يعتبر رابع أكبر عملة احتياط.
البنك الاتحادي الألماني وقد ضمن البنك المركزي الألماني إمكانية تحويل كل عملات المارك الألماني نقدًا إلى يورو إلى أجل غير مسمى، ويمكن القيام بذلك شخصيًا في أي فرع من فروع البنك المركزي الألماني في ألمانيا. يمكن أيضًا إرسال الأوراق النقدية والعملات المعدنية إلى البنك المركزي الألماني عن طريق البريد. في عام 2012، قُدِّر أن ما يقرب من 13.2 مليار مارك كانت متداولة، مع إظهار أحد استطلاعات الرأي في عام 2011 أن أغلبية ضئيلة من الألمان يؤيدون استعادة العملة (على الرغم من أن أقلية فقط اعتقدت أن هذا من شأنه أن يجلب أي فائدة اقتصادية). أشارت استطلاعات الرأي في أوائل عشرينيات القرن الحادي والعشرين إلى أن أقلية فقط من الألمان يؤيدون إعادة إدخال المارك الألماني.

## تاريخ

### 1873–1948
قُدِّمَ المارك الأول، المعروف باسم المارك الذهبي، في عام 1873. مع اندلاع الحرب العالمية الأولى، أُزيل المارك من معيار الذهب. وهكذا أصبحت العملة تُعرف باسم المارك الورقي، وخاصة مع ارتفاع معدلات التضخم، حدث التضخم المفرط وأصبحت العملة مكونة حصريًا من النقود الورقية. اُستُبدِل المارك الورقي بالرنتتن مارك (RM) اعتبارًا من 15 نوفمبر 1923، والرايخ مارك (ℛ︁ℳ︁) في عام 1924.

### الاحتلال العسكري المبكر بعد الحرب العالمية الثانية
خلال العامين الأولين من الاحتلال، لم تتمكن قوى الاحتلال المتكون من فرنسا، والمملكة المتحدة، والولايات المتحدة، والاتحاد السوفييتي، من التفاوض بنجاح بشأن إصلاح العملة المحتمل في ألمانيا. وبسبب التوترات بين الحلفاء، كانت كل منطقة تحكم نفسها بشكل مستقل فيما يتعلق بالمسائل النقدية. كانت سياسة الاحتلال الأمريكية تحكمها التوجيهات JCS 1067 (التي كانت سارية حتى يوليو 1947)، والتي حظرت على الحاكم العسكري الأمريكي "اتخاذ أي خطوات لتعزيز الهيكل المالي الألماني". ونتيجة لهذا لم يكن من الممكن إجراء إصلاح نقدي منفصل في منطقة الولايات المتحدة. قام كل من الحلفاء بطباعة عملة احتلال خاصة ‏ به.

### إصلاح العملة في يونيو 1948
أُدخِل المارك الألماني رسميًا يوم الأحد 20 يونيو 1948 بواسطة لودفيغ إيرهارت. وجرى تبادل كميات كبيرة بسعر 10 ℛ︁ℳ︁ مقابل 65 فينينغ. بالإضافة إلى ذلك، حصل كل فرد على بدل نقدي قدره 60 مارك ألماني وُزِّعَت على جزأين: الأول بقيمة 40 مارك ألماني والثاني بقيمة 20 مارك ألماني .
وبعد بضعة أسابيع، أصدر إيرهارت، مخالفًا الأوامر، مرسومًا يلغي العديد من الضوابط الاقتصادية التي كان النازيون يطبقونها في الأصل، والتي لم يقم الحلفاء بإزالتها. وقد فعل ذلك، كما اعترف مراراً وتكراراً، يوم الأحد لأن مكاتب سلطات الاحتلال الأميركية، والبريطانية، والفرنسية كانت مغلقة في ذلك اليوم. كان متأكدًا من أنه لو فعل ذلك عندما كان مفتوحًا، لكانوا قد ألغوا الأمر.
كان الهدف من تقديم العملة الجديدة هو حماية ألمانيا الغربية من موجة ثانية من التضخم المفرط ووقف تجارة المقايضة المتفشية والسوق السوداء (حيث اُستُخدِمَت السجائر كعملة). ورغم أن العملة الجديدة لم توزع في البداية إلا في مناطق الاحتلال الغربية الثلاث خارج برلين، فإن هذه الخطوة أثارت غضب السلطات السوفييتية، التي اعتبرتها تهديداً. قام السوفييت على الفور بقطع جميع الطرق والسكك الحديدية والقنوات بين المناطق الغربية الثلاث وبرلين الغربية، مما أدى إلى بدء حصار برلين. وردًا على ذلك، أطلقت الولايات المتحدة وبريطانيا جسرًا جويًا من المواد الغذائية والفحم، كما قامتا بتوزيع العملة الجديدة في برلين الغربية أيضًا.

### اقتصاديات الإصلاح النقدي عام 1948
منذ ثلاثينيات القرن العشرين، كانت الأسعار والأجور خاضعة للسيطرة، ولكن المال كان وفيرًا. وهذا يعني أن الناس قد تراكمت لديهم كميات كبيرة من الأصول الورقية، وأن الأسعار والأجور الرسمية لم تكن تعكس الواقع، حيث كانت السوق السوداء تهيمن على الاقتصاد، وكان أكثر من نصف جميع المعاملات تجري بشكل غير رسمي. وقد أدى الإصلاح إلى استبدال العملة القديمة بالمارك الألماني الجديد بمعدل مارك جديد لكل عشرة ماركات قديمة. وقد أدى هذا إلى القضاء على 90% من الديون الحكومية والخاصة، فضلاً عن المدخرات الخاصة. رُفِعَت القيود عن الأسعار، ووافقت النقابات العمالية على قبول زيادة في الأجور بنسبة 15%، على الرغم من ارتفاع الأسعار بنسبة 25%. وكانت النتيجة أن أسعار المنتجات الألمانية المصدرة ظلت ثابتة، في حين ارتفعت الأرباح والمكاسب من الصادرات وعادت إلى الاقتصاد. وكانت إصلاحات العملة متزامنة مع وصول 1.4 مليار دولار من أموال مشروع مارشال من الولايات المتحدة، والتي اُستُخدِمَت في المقام الأول للاستثمار. وعلاوة على ذلك، أجبر مشروع مارشال الشركات الألمانية، فضلاً عن الشركات في كل بلدان أوروبا الغربية، على تحديث ممارساتها التجارية، والأخذ في الاعتبار السوق الأوسع.
تغلب تمويل مشروع مارشال على الاختناقات في الاقتصاد المتنامي الناجمة عن الضوابط المتبقية (التي أُزيلت في عام 1949)، وفتح سوقًا متوسعًا بشكل كبير للصادرات الألمانية. بين عشية وضحاها، ظهرت السلع الاستهلاكية في المتاجر، لأنه من الممكن بيعها بأسعار أعلى. في حين ينظر معظم المؤرخين في الوقت الحاضر إلى توفر السلع الاستهلاكية باعتبارها قصة نجاح عملاقة، فإن التصور في ذلك الوقت كان مختلفا: كانت الأسعار مرتفعة للغاية حتى أن الناس العاديين لم يتمكنوا من تحمل تكاليف التسوق، خاصة وأن الأسعار كانت حرة ولكن الأجور كانت لا تزال ثابتة بموجب القانون. ولذلك، في صيف عام 1948 اجتاحت موجة عملاقة من الإضرابات والمظاهرات ألمانيا الغربية، مما أدى إلى وقوع حادث في شتوتغارت حيث واجهت الدبابات الأميركية المضربين. ولم يقبل السكان المارك الألماني والأسعار الحرة إلا بعد إلغاء تجميد الأجور.

### إصلاح العملة في منطقة الاحتلال السوفييتي
في منطقة الاحتلال السوفييتي في ألمانيا ( جمهورية ألمانيا الديمقراطية لاحقًا)، قُدِّمَ المارك الألماني الشرقي (والذي كان يسمى أيضًا "المارك الألماني" من عام 1948 إلى عام 1964 ويشار إليه بشكل عام باسم Ostmark - حرفيًا المارك الشرقي ) بعد بضعة أيام في شكل أوراق نقدية من الرايخ مارك والرنتتن مارك مع طوابع لاصقة لوقف تدفق أوراق نقدية من الرايخ مارك والرنتتن مارك من الغرب. في يوليو 1948، صدرت سلسلة جديدة تمامًا من الأوراق النقدية من المارك الألماني الشرقي.

### بنك دويتشه لاندر وبنك دويتشه بوندسبانك
وفي وقت لاحق من عام 1948، تولى بنك دويتشه لاندر ("بنك الولايات الألمانية") المسؤولية، ثم تبعه في عام 1957 البنك الاتحادي الألماني . اكتسب المارك الألماني سمعة طيبة كمخزن قوي للقيمة في الأوقات التي استسلمت فيها العملات الوطنية الأخرى لفترات التضخم.[بحاجة لمصدر] لقد أصبح مصدرًا للفخر الوطني ومرساة للازدهار الاقتصادي للبلاد،[بحاجة لمصدر] وخاصة خلال سنوات المعجزة الاقتصادية في الخمسينيات.

### الاتحاد النقدي مع منطقةسارلاند
رفض سكان محمية السار في استفتاء مقترح تحويلها إلى "إقليم أوروبى". على الرغم من ادعاءات فرنسا التي سبقت الاستفتاء بأن التصويت بـ "لا" يعني أن محمية سار ستظل محمية فرنسية، إلا أنه في الواقع أدى إلى دمج محمية سار في جمهورية ألمانيا الاتحادية في الأول من يناير 1957. احتفظت الدولة الألمانية العضو الجديد في سارلاند بعملتها، فرنك سار، والتي كانت في اتحاد نقدي على قدم المساواة مع الفرنك الفرنسي. في 9 يوليو 1959، حل المارك الألماني محل فرنك السار بنسبة 100 فرنك = 0.8507 مارك ألماني.

### إعادة توحيد ألمانيا
لقد لعب المارك الألماني دورًا مهمًا في إعادة توحيد ألمانيا. قُدِّمَ كعملة رسمية لألمانيا الشرقية في يوليو 1990، ليحل محل المارك الألماني الشرقي ( مارك der DDR )، استعدادًا للوحدة في 3 أكتوبر 1990. اُستُبدِلَت ماركات ألمانيا الشرقية بالماركات الألمانية بمعدل 1:1 لأول 4,000 مارك، و2:1 للمبالغ الأكبر. قبل إعادة التوحيد، كان كل مواطن من ألمانيا الشرقية قادم إلى ألمانيا الغربية يحصل على Begrüßungsgeld (مال الترحيب)، وهو بدل نقدي قدره 100 مارك ألماني نقدًا لكل فرد. كانت هناك خلافات كبيرة بين حكومة ألمانيا والبوندسبانك بشأن سعر الصرف بين مارك ألمانيا الشرقية والمارك الألماني.
كانت فرنسا والمملكة المتحدة تعارضان إعادة توحيد ألمانيا، وحاولتا التأثير على الاتحاد السوفييتي لوقف ذلك. ومع ذلك، في أواخر عام 1989 انتزعت فرنسا التزاماً ألمانياً بالاتحاد النقدي في مقابل دعمها لإعادة توحيد ألمانيا.

## الاستقرار
كان المارك الألماني يتمتع بسمعة طيبة باعتباره أحد العملات الأكثر استقرارًا في العالم؛ وكان هذا استنادًا إلى السياسة النقدية للبنك الإتحادي الألماني. وكانت هذه السياسة "صارمة" في علاقتها بسياسات بعض البنوك المركزية الأخرى في أوروبا حيث ارتبطت الصرامة والمرونة بأهداف التضخم ومدى التدخل السياسي. كانت هذه السياسة هي الأساس لسياسة البنك المركزي الأوروبي الحالية.  تجاه اليورو. كان استقرار المارك الألماني واضحا إلى حد كبير في عام 1993، عندما تسببت المضاربة على الفرنك الفرنسي وغيره من العملات الأوروبية في حدوث تغيير في آلية سعر الصرف الأوروبية . ولكن يجب أن نتذكر أن "الصعب" نسبي فقط إذا ما قورن بالعملات الأخرى، إذ انخفضت القوة الشرائية للمارك الألماني خلال تاريخه الممتد لـ 53 عاماً بأكثر من 70%.

## عملات معدنية
أُصدِرَت أول عملات المارك الألماني من قبل بنك دويتشه لاندر في عامي 1948 و1949. منذ عام 1950، نُقِشَت Bundesrepublik Deutschland (جمهورية ألمانيا الاتحادية) على العملات المعدنية. أُصدِرَت هذه العملات المعدنية بفئات 1 بفنغ، و2 بفنغ، و5 بفنغ، و10 بفنغ، و50 بفنغ. سُكَّت العملات المعدنية من فئة 1 بفنغ و2 بفنغ من الفولاذ المغطى بالبرونز (على الرغم من أنه خلال بعض السنوات سُكَّت العملة المعدنية 2pf من البرونز الصلب) بينما سُكَّت العملات المعدنية من فئة 5 بفنغ و10 بفنغ من الفولاذ المغطى بالنحاس وسُكَّت العملة المعدنية من فئة 50 بفنغ من النحاس والنيكل. في عام 1950، أُصدِرَت عملات 1 مارك من النحاس والنيكل، في حين أُصدِرَت عملة 2 مارك من النحاس والنيكل وعملة 5 مارك من الفضة عيار 0.625 في عام 1951. اُستُبدِل النحاس والنيكل بالفضة في 5 مارك في عام 1975. غالبًا ما تُستَخدَم عملات 2 مارك و5 مارك في موضوعات تذكارية، على الرغم من أن التصميم العام لعملة 5 مارك فقط هو المخصص للتداول. كما أُصدِرَت عملات فضية تذكارية بقيمة 10 مارك، والتي وجدت طريقها إلى التداول بشكل دوري. على عكس البلدان الأوروبية الأخرى، احتفظت ألمانيا باستخدام أصغر العملات المعدنية (1 بفنغ و2 بفنغ) حتى اعتماد اليورو.

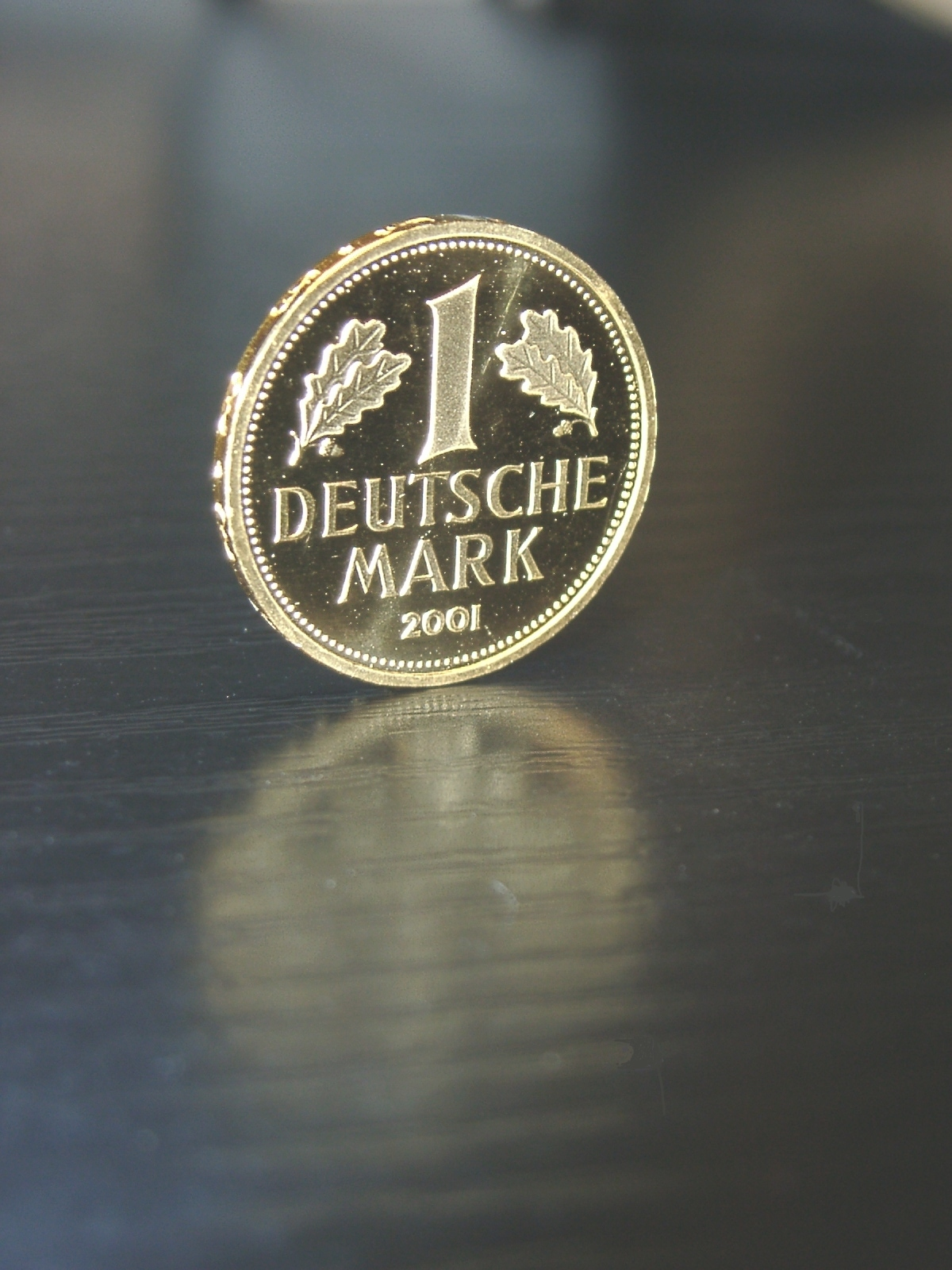
منظر أمامي لعملة 1 مارك الذهبية الخاصة الصادرة عام 2001

يمكن العثور على أوزان وأبعاد العملات المعدنية في قسم الأسئلة الشائعة في Bundesbank. على عكس البلدان الأخرى (مثل أستراليا)، لم تكن هنك محاولة أو اقتراح مقترح لسحب العملات المعدنية من فئة 1بفنغ و2 بفنغ. ظلت العملتان المعدنيتان متداولتين في عام 2001، وكانت المتاجر الكبرى على وجه الخصوص لا تزال تحدد الأسعار لأقرب بنس. ويستمر هذا الميل إلى الدقة مع اليورو (في حين أن فنلندا أو هولندا على سبيل المثال، السعر أقرب إلى 5 سنتات) مع العملة المعدنية بقيمة 1 سنت التي لا تزال موجودة في ألمانيا.
كان هناك عدد كبير من العملات الفضية التذكارية بقيمة 5 و 10 مارك. وكانت لها في الواقع صفة العملة القانونية ولكن نادرًا ما شوهدت خارج دوائر هواة جمع العملات.
في 27 ديسمبر 2000، أصدرت الحكومة الألمانية قانونًا يجيز للبنك الأتحادي الألماني (Bundesbank) إصدار عملة خاصة من الذهب النقي (.999) بفئة 1 مارك ألماني في عام 2001، إحياءً لذكرى نهاية المارك الألماني. كان لهذه العملة نفس التصميم والأبعاد الخاصة بعملة المارك الألماني المصنوعة من النحاس والنيكل المتداولة، باستثناء النقش على الجانب الخلفي، الذي كتب عليه "Deutsche Bundesbank" بدلاً من "Bundesrepublik Deutschland"، نظرًا لأن البنك الإتحادي كان الجهة المُصدِرة لهذه العملة.
سُكَّت مليون قطعة من هذه العملات الذهبية (200,000 قطعة في كل من دور السك الخمسة)، وبدأ بيعها في منتصف عام 2001 من خلال تجار العملات الألمانيين نيابة عن البنك الإتحادي. تراوح سعر الإصدار حسب التاجر، ولكنه بلغ في المتوسط حوالي 165 دولارًا أمريكيًا.
تحمل العملات المعدنية الألمانية علامة دار سك العملة، والتي تشير إلى المكان الذي سُكَّت العملة فيه. يشير الحرف D إلى ميونخ، وF إلى شتوتغارت، وG إلى كارلسروه، وJ إلى هامبورغ. تشمل العملات المعدنية التي سُكَّت خلال الحرب العالمية الثانية علامتي السك A (برلين) و B (فيينا). اُستُخدِمَت علامة الدار النقدية A أيضًا على العملات المعدنية ذات المارك الألماني التي سُكَّت في برلين بدءًا من عام 1990 بعد إعادة توحيد ألمانيا. استمرت هذه العلامات على عملات اليورو الألمانية.
بين 1 يوليو 1990 ( الاتحاد النقدي مع ألمانيا الشرقية ) و1 يوليو 1991، اُصدِرَت عملات ألمانية شرقية من فئات تصل إلى 50 بفنغ استمرت العملات المعدنية من فئة المارك الألماني في التداول بقيمتها الإسمية، بسبب النقص المؤقت في العملات المعدنية الصغيرة. كانت هذه العملات المعدنية قانونية فقط في أراضي ألمانيا الشرقية السابقة.

### تعبيرات عامية
في اللغة الألمانية العامية، كانت العملة المعدنية بقيمة 10 بفنغ تُسمى أحيانًا groschen (مقارنة: الجروت ). على نحو مماثل، sechser ('sixer') قد يشير إلى عملة معدنية بقيمة 5 بفنغ. تشير كلا التعبيرين العاميين إلى العديد من العملات التي كانت موجودة قبل عام 1871 في الدول المستقلة سابقًا (ولا سيما بروسيا )، حيث قُسِّم الجروشن إلى 12 بفنغ، ومن ثم نصف جروشن الى 6. كان يُحوَّل 12 بفنغ قديم إلى 10 بفنغ من المارك، وبالتالي ورثت عملة 10 بفنغ اسم "جروشن"، بينما ورثت عملة 5 بفنغ اسم "sechser". كانت هذه التسميات إقليمية فقط، وقد لا تكون مفهومة في المناطق التي لم يكن فيها استخدام لعملة الجروشن قبل عام 1871. على وجه الخصوص، كان استخدام مصطلح "sechser" أقل انتشارًا.
في شمال ألمانيا، كانت عملة 5 مارك تُعرف باسم "هايرمان" (Heiermann)، بينما في بافاريا كانت عملة 2 مارك تُسمى "زفيكل" (Zwickl)، وهذا المصطلح يُستخدم الآن للإشارة إلى عملة 2 يورو في تلك المنطقة.

## الأوراق النقدية

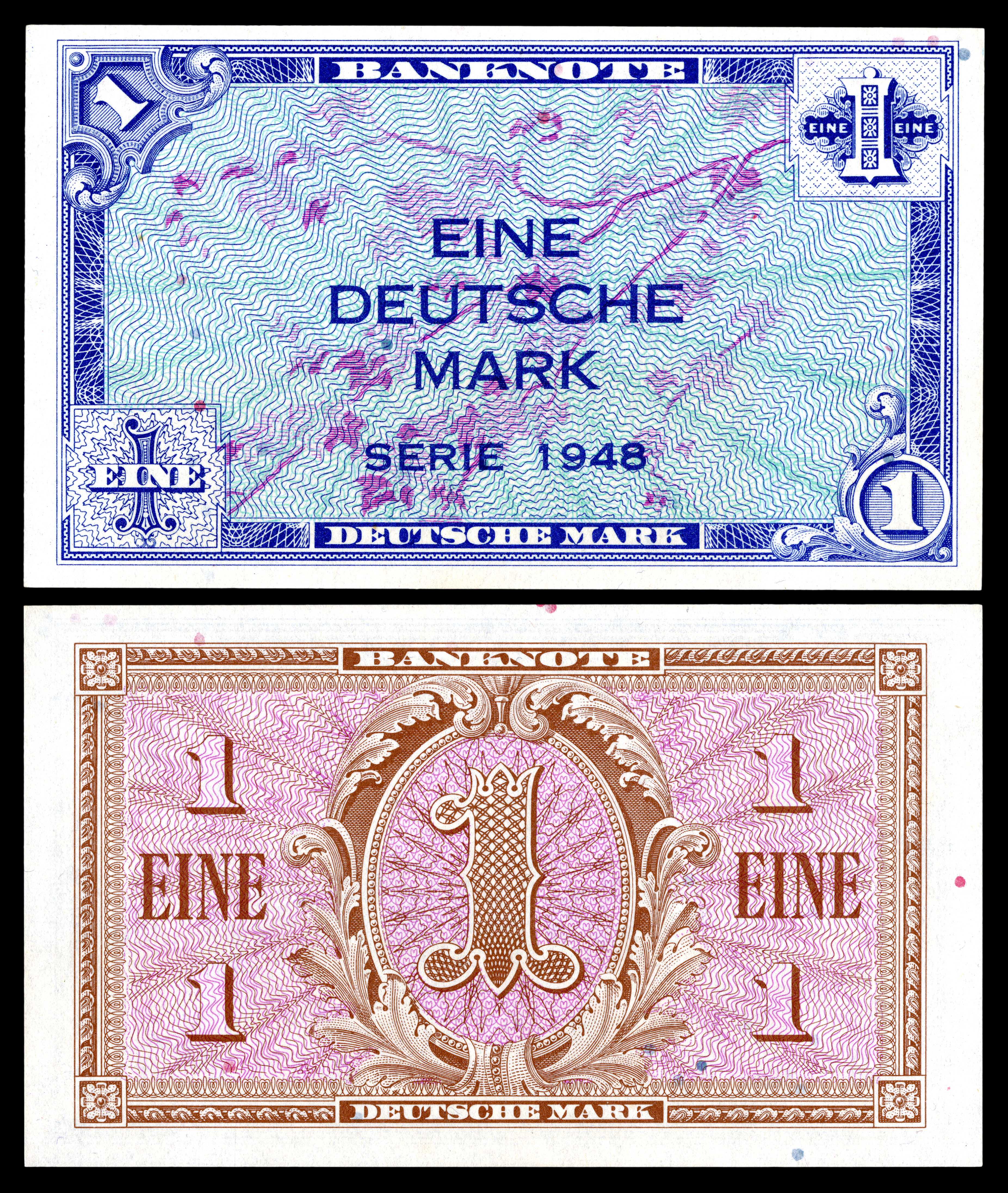
مارك ألماني واحد (1948)، السلسلة الأولى، إصدار عسكري للحلفاء

كانت هناك أربع سلاسل من الأوراق النقدية من المارك الألماني:
1. أُصدِرَت السلسلة الأولى في عام 1948 من قبل القوات العسكرية الحليفة. تضمنت الفئات 1⁄2 مارك، و1 مارك، و2 مارك، و5 مارك، و10 مارك، و20 مارك، و50 مارك، و100 مارك، مع تصميمين مختلفين لفئات 20 مارك و50 مارك.
2. أُدخلت السلسلة الثانية (BdL) في عام 1948 من قبل بنك "دويتشه لاندر"، وهو مؤسسة تابعة لحكومة الاحتلال الغربية. كانت التصاميم مشابهة لتصاميم الدولار الأمريكي والفرنك الفرنسي، حيث قُسِّمَت مهمة التصميم والطباعة بين بنك فرنسا وشركة "أمريكان بنك نوت". تضمنت الفئات 5 بفنغ و10 بفنغ، و5 مارك، و10 مارك، و20 مارك، و50 مارك، و100 مارك. وقد أُلغيت آخر أوراق هذه السلسلة (5 مارك و10 مارك) بحلول 31 يوليو 1966.
3. أُدخلت السلسلة الثالثة (I/Ia BBk) في عام 1960 من قبل البنك الإتحادي الألماني (البوندسبنك)، وكانت تعرض رموزًا محايدة ولوحات لفنانين ألمان ومبانٍ معمارية. تضمنت الفئات 5 مارك، و10 مارك، و20 مارك، و50 مارك، و100 مارك، و500 مارك، و1,000 مارك. توقفت هذه السلسلة عن كونها عملة قانونية في 30 يونيو 1995.
4. أُدخلت السلسلة الرابعة (BBk III/III a) في عام 1990 من قبل البنك الإتحادي الألماني لمواجهة التقدم في تقنيات التزوير. عُرضت في هذه السلسلة شخصيات من الفنانين والعلماء الألمان مع رموز وأدوات مرتبطة بمجالات عملهم. أُضيفت فئة 200 مارك لتقليل الاعتماد على أوراق 100 مارك التي كانت تمثل 54% من جميع الأوراق المتداولة، ولسد الفجوة بين فئات 100 مارك و500 مارك. خلال عامي 1997 و1998، أُصدِرَت نسخ جديدة من فئات 50 مارك، و100 مارك، و200 مارك مع تحسينات على عناصر الأمان.

كانت الأوراق النقدية ذات القيمة التي تزيد عن 200 مارك نادرة التداول. كُلِّفَ إصدار احتياطي (BBk II) في 1 يوليو 1960، واشتمل على أوراق نقدية من فئات 10 مارك، 20 مارك، 50 مارك، و100 مارك. طُبِعَت 670 مليون ورقة نقدية من إصدار BBk II بقيمة إجمالية بلغت 25 مليار مارك. جرى طباعة هذه الأوراق بين عامي 1963 و1974 خشية أن يقوم المعسكر الشرقي بتزوير أوراق سلسلة BBk I بشكل منهجي للإضرار بالاقتصاد، مما يتيح استبدالها سريعًا بأوراق نقدية طارئة.
كما كُلِّفَ إصدار احتياطي آخر لبرلين الغربية (BBk IIa) في 1 يوليو 1963، واشتمل على أوراق نقدية من فئات 5 مارك، و10 مارك، و20 مارك، و50 مارك، و100 مارك. طُبِعَت 115 مليون ورقة نقدية لبرلين الغربية بقيمة إجمالية بلغت 4 مليارات مارك. خُزِّنَت أوراق نقدية بقيمة 15 مليار مارك في مخبأ تحت الأرض بُنِيَ خصيصًا من قبل البنك الإتحادي الألماني في "كوشم" بولاية راينلند بالاتينات، بينما خُزِّنَ الباقي في خزائن البنك الإتحادي في فرانكفورت.

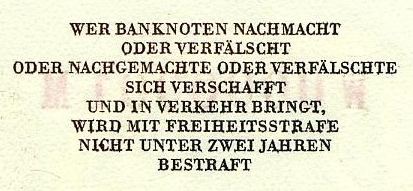
تظهر عقوبة التزوير والتزييف في الأوراق النقدية (السجن لمدة لا تقل عن سنتين) في الزاوية اليمنى العليا من ظهر جميع الأوراق النقدية من السلسلة الثالثة. لاحظ أن هذا هو إصدار ما بعد عام 1970، والذي يضم "Freiheitsstrafe" بدلاً من "Zuchthaus".

### أوراق نقدية من السلسلة الثالثة (BBk I/Ia)
في عام 1957، مع اندماج بنك دويتشه لاندر والبنوك المركزية للولايات لتشكيل البنك الإتحادي الألماني، صُمِّمَت أوراق نقدية جديدة، حيث لم يعد "بنك دويتشه لاندر" على السلسلة السابقة صحيحًا. كانت ملاحظات السلسلة السابقة مصنوعة من ورق أقل متانة وكانت لها حياة قصيرة إلى حد ما. وفي حين كان من الممكن استبدال الأوراق النقدية التالفة سابقًا من المخزونات الاحتياطية، إلا أن هذا المخزون كان يقترب أيضًا من نهايته، مما استلزم إعادة الطباعة.
كانت السمات الأمنية النموذجية في ذلك الوقت عبارة عن زخارف منقوشة، وعلامة مائية متعددة المستويات على الرأس، وخيط أمان. لاحظ الأرقام التي تتألق تحت ضوء الأشعة فوق البنفسجية، والأخضر، والأصفر، والأزرق. ظهر 27 ليف فلوري مدمج في الورق على معظم الأوراق النقدية؛ ومع ذلك، كانت هناك بعض العينات التي لا تحتوي على هذه الميزات في التداول. ابتداءً من عام 1976، جُهِّزَت الأوراق النقدية بميزة قابلة للقراءة آليًا - وهي عبارة عن خليط من أكسيد غير عضوي عديم اللون يُضَع على خيط الأمان. الأوراق النقدية التي تحمل العلامة BBk Ia داخل البنك الإتحادي الألماني. تحمل جميع الأوراق النقدية من السلسلة الثالثة عقوبة التزييف والتزوير في الزاوية اليمنى العليا من الجانب الخلفي، من قانون العقوبات الألماني المادة 146: " Wer Banknoten nachmacht oder verfälscht, oder nachgemachte oder verfälschte sich verschafft und in Verkehr Bringt, wird mit Zuchthaus/Freiheitsstrafe nicht unter zwei Jahren bestraft. " ("من زور أو زيف أوراقا نقدية، أو حصل على أوراق نقدية مزورة أو مزيفة وطرحها للتداول، يعاقب بالسجن لمدة سنتين على الأقل").
دخلت أوراق السلسلة الثالثة في التداول في 10 فبراير 1961 مع ورقة الـ 20 مارك. تلتها أوراق الـ 100 مارك و50 مارك في العام التالي، ثم ورقتا الـ 5 مارك و10 مارك في عام 1963. تبعها أوراق الـ 1000 مارك و500 مارك في عامي 1964 و1965 على التوالي.
طُبِعَت الأوراق النقدية حصريًا في ألمانيا الغربية؛ في بوندسدروكري في برلين الغربية وفي Giesecke+Devrient في ميونخ. توقفت أوراق النقد من السلسلة الثالثة عن كونها عملة قانونية في 30 يونيو 1995، عندما كانت أوراق النقد من السلسلة الرابعة متداولة لمدة 3 إلى 5 سنوات. كان هناك إجمالي خمسة إصدارات من السلسلة الثالثة، وكانت الاختلافات الرئيسية هي التواريخ وتوقيعات رؤساء ونواب رؤساء البنك الإتحادي الألماني:
| الإصدار | تاريخ        | رئيس            | نائب الرئيس     | تغييرات أخرى ملحوظة |
| ------- | ------------ | --------------- | --------------- | --- |
| 1       | 2 يناير 1960 | كارل بليسينج    | هاينريش تروجير ‏ | |
| 2       | 2 يناير 1970 | كارل كلاسين ‏    | أوتمار إيمينجر ‏ | اُستُبدِل "Zuchthaus" بـ "Freiheitsstrafe" بعد إصلاح قانون العقوبات الكبير عام 1969                                         |
| 3       | 1 يونيو 1977 | أوتمار إيمينجر ‏ | كارل أوتو بول ‏  | ميزة "M" القابلة للقراءة آليًا، والتي سُمِّيَت الآن بـ BBk Ia                                                                 |
| 4       | 2 يناير 1980 | كارل أوتو بول ‏  | هيلموت شليسنجر  | |
| 5       | 2 يناير 1980 | كارل أوتو بول ‏  | هيلموت شليسنجر  | إشعار حقوق الطبع والنشر الخاص بـ "البنك الإتحادي الألماني" مع إضافة سنة الإصدار الأول للفئة النقدية في أسفل الوجه الخلفي |

### أوراق نقدية من السلسلة الرابعة
ظل تصميم الأوراق النقدية الألمانية دون تغيير خلال الستينيات، والسبعينيات، والثمانينيات. خلال هذه الفترة، شهدت تكنولوجيا التزوير تقدماً كبيراً، لذلك قرر البنك الإتحادي الألماني في أواخر الثمانينيات إصدار سلسلة جديدة من الأوراق النقدية من فئة المارك الألماني. ظلت ألوان كل فئة دون تغيير عن السلسلة السابقة، لكن التصميمات خضعت لتغييرات كبيرة وقُدِّمَت فئة 200 مارك.
كانت ميزات الأمان الجديدة هي: خيط أمان مُحاط بنافذة (مع فئات الأوراق النقدية في طباعة مجهرية)، وعلامات مائية، وطباعة مجهرية، وطباعة غائرة (رؤية تعتمد على زاوية الرؤية بالإضافة إلى تمثيل برايل لفئة الأوراق النقدية)، وحبر متغير اللون (على فئة 500 مارك و1000 مارك)، وجهاز تسجيل شفاف وخصائص أمان بالأشعة فوق البنفسجية.
أُصدرت أولاً فئات 100 مارك و200 مارك في 1 أكتوبر 1990 (على الرغم من أن الورقة النقدية تحمل عبارة "فرانكفورت أم ماين، 2 يناير 1989"). تلتها فئة 10 مارك في 16 أبريل 1991، ثم فئة 50 مارك في 30 سبتمبر 1991. وبعد ذلك جاءت فئة 20 مارك في 20 مارس 1992 (طُبعت بتاريخ 2 أغسطس 1991). كان السبب وراء هذا الإدخال التدريجي هو تمكين الجمهور من التعرف على فئة واحدة فقط في كل مرة قبل تقديم الفئة التالية. واكتمل التغيير بإصدار فئات 5 مارك، و500، مارك و1000 مارك في 27 أكتوبر 1992. كانت فئات 500 مارك و1000 مارك نادرة التداول بسبب قيمتها العالية، وجميعها أُصدرت في خطوة واحدة.
ومع تقدم تقنيات التزوير، قرر البنك الإتحادي الألماني إدخال ميزات أمان إضافية على الفئات الأكثر أهمية (50 مارك، و100 مارك، و200 مارك) اعتباراً من عام 1996. شملت هذه الميزات شريط هولوغرام في مركز الوجه الأمامي للورقة النقدية، وطباعة غير لامعة على الجانب الأيمن من الوجه الأمامي تُظهر قيمتها (كما هو الحال في الجانب الخلفي من الأوراق النقدية لليورو الجديد)، بالإضافة إلى كوكبة يوريون على ظهر الورقة. علاوة على ذلك، جرى تعديل الألوان قليلاً لتعقيد عمليات التزوير.

## التهجئة والنطق
الاسم الألماني للعملة هو المارك الألماني ( fem. ،‎de‏ ); شكل الجمع في اللغة الألمانية القياسية هو نفس المفرد. في اللغة الألمانية، تُكتب صفة "deutsche" (الصفة التي تعني "ألماني" في صيغة المفرد المؤنث) بحرف كبير لأنها جزء من اسم علم، بينما يُكتب الاسم "Mark"دائماً، مثل جميع الأسماء الألمانية، بحرف كبير. الكلمة الإنجليزية المستعارة "Deutschmark" لها تهجئة مختلفة قليلاً ومقطع لفظي أقل (ربما بسبب تكرار حرف e الصامت ‏ في اللغة الإنجليزية، أو بسبب افتقار اللغة الإنجليزية إلى نهايات الصفات)، وشكل الجمع في -s.

## العملة الاحتياطية
قبل التحول إلى اليورو، كان المارك الألماني أكبر عملة احتياطية دولية بعد الدولار الأمريكي.